# Gabriela Tafur
Gabriela Tafur Náder (Cali, 7 de julio de 1995) es una presentadora de televisión, abogada, modelo y reina de belleza Colombiana. Como representante del departamento de Valle del Cauca, compitió en la 66.ª edición del Concurso Nacional de Belleza de Colombia, donde se alzó con el título de Señorita Colombia 2018-19. Representó a su país en Miss Universo 2019 donde quedó dentro de las 5 finalistas.

## Biografía
Gabriela Tafur Nader es una abogada, comentarista de radio, conferencista, autora, presentadora, modelo, líder de opinión y reina de belleza colombiana.
Nació en Cali en 1995, de ascendencia libanesa por línea materna. Su abuelo era originario de Chartoun, distrito de Aley en el Líbano, y emigó a Colombia durante la guerra civil libanesa.
A los cuatro años, ingresó a la Academia Arboleda, donde aprendió a tocar el violín. Egresada del Colegio Bolívar en Cali, se trasladó a Bogotá para estudiar Derecho en la Universidad de los Andes. Se graduó con el reconocimiento cum laude y trabajó en el área jurídica de Microsoft Colombia. Además, fue coordinadora de la especialización en derecho comercial de la Universidad de los Andes.
Actualmente, Gabriela cursa un MBA en la Universidad Stanford, California. En 2018, se graduó con honores en Derecho de la Universidad de los Andes, donde también obtuvo una opción en emprendimiento.
Durante su etapa universitaria, se desempeñó como Coordinadora del Grupo de Comercio Electrónico, Telecomunicaciones e Informática y Coordinadora de la Especialización en Derecho Comercial de la Universidad de los Andes. En el año 2018 fue escogida como Señorita Colombia 2019, y en diciembre del mismo año, representó a Colombia en Miss Universo 2019, donde ocupó el cuarto lugar entre las finalistas.
En su año como Señorita Colombia, Gabriela apoyó más de ochenta fundaciones sociales, viajó a más de 25 municipios y recorrió gran parte de su país. En reconocimiento a su labor social, le otorgaron las llaves de cinco ciudades y su departamento, Valle del Cauca, la nombró “persona ilustre” por su trabajo en favor de los derechos de las mujeres, los menos favorecidos, y la paz.
En 2021, publicó su primer libro, "En todo su derecho", bajo el sello de Editorial Planeta. Actualmente, Gabriela trabaja como ángel inversionista, creadora de contenido, presentadora de diversos formatos, líder de opinión, conferencista y entrevistadora.

## Carrera
Empezando su carrera, en 2009, fue elegida como Modelo Revelación del Cali Exposhow. Un reconocimiento inicial que ayudó a continuar su carrera como modelo. En 2015 fue la protagonista del video musical Como te atreves, canción de la banda bogotana Morat. Desde 2022 ha participado en el Desafío, como anfitriona en dos ocasiones.

### Señorita Valle 2018
Tafur fue designada como Señorita Valle 2018 por el Comité de Belleza del Valle del Cauca (Combelleza) en diciembre de 2017. Luego de conocerse sobre la realización de un certamen de belleza alterno al CNB, denominado Rumbo a Miss Universo, en el que se buscaba elegir a la representante por Colombia a Miss Universo 2018, el comité departamental designó como Señorita Valle a Valeria Morales Delgado, quien tiempo después se coronaría como Miss Universo Colombia en dicho concurso.

### Concurso Nacional de Belleza de Colombia 2018
Dentro del marco de la 66.ª edición del CNB, realizada en noviembre de 2018, Tafur Náder se perfilaba como una de las máximas favoritas para ganar y tras unos días, fue elegida como Reina de la Policía Nacional en el marco de la celebración de los 127 años de la Policía de Colombia. Finalmente, el 12 de noviembre fue proclamada ganadora del Concurso Nacional de Belleza de Colombia. 
Con la coronación de Gabriela Tafur, esta es la decimosegunda ocasión en que una representante del Valle del Cauca ganaba el concurso, convirtiéndose en el departamento con más reinas de belleza al superar a Atlántico, hasta en ese momento.

### Miss Universo 2019
Como ganadora del reinado nacional, Gabriela adquirió el compromiso y la responsabilidad de representar a su país en el certamen internacional Miss Universo, cuya edición 2019 se realizó en Atlanta, Georgia, el 8 de diciembre del mismo año.
En la noche final, Gabriela logró ingresar al Top 5 final, otorgándole a Colombia la trigésimo quinta (35°) clasificación en la historia de este concurso.

## Vida Personal
El 7 de septiembre de 2024 en la Hacienda Manuelita en el Valle del Cauca, Gabriela contrajo matrimonio con Esteban Santos, hijo menor del expresidente colombiano Juan Manuel Santos y de María Clemencia Rodríguez de Santos. En una celebración llamada por los medios de comunicación como la "Boda Real" y la "Boda del Año" en Colombia.

## Filmografía

### Televisión
| Año  | Título                         | Rol          | Canal              | Ref    |
| ---- | ------------------------------ | ------------ | ------------------ | ------ |
| 2023 | Desafío 2023: The Box 3        | Presentadora | Caracol Televisión | [ 14 ] |
| 2022 | La Vuelta al mundo en 80 risas | Presentadora | Caracol Televisión | [ 15 ] |
| 2022 | Desafío 2022: The Box 2        | Presentadora | Caracol Televisión | [ 16 ] |